# Dignity
A Dignity az amerikai színész, -énekesnő Hilary Duff harmadik nagylemeze. 2007. március 23-án debütált Olaszországban, március 26-án az Egyesült Királyságban, Spanyolországban és Portugáliában, március 28-án Japánban, március 31-én Ausztráliában és 2007. április 3-án az USA-ban. a lemezt a Hollywood Records adja ki. Az első kislemez a Play With Fire a második a With Love és a harmadik a Stranger.

## Dallista

### Eredeti kiadás
1. Stranger (Hilary Duff, Kara DioGuardi, Vada Nobles, Derrick Haruin, Julius Diaz) – 4:10
2. Dignity (Duff, DioGuardi, Chico Bennett, Richard Vission) – 3:13
3. With Love (Duff, DioGuardi, Diaz, Nobles) – 3:01
4. Danger (Duff, DioGuardi, Nobles, Mateo Camargo, Diaz) – 3:31
5. Gypsy Woman (Duff, Haylie Duff, Timbaland, Ryan Tedder) – 3:14
6. Never Stop (Duff, DioGuardi, Bennett, Vission) – 3:13
7. No Work, All Play (Duff, DioGuardi, Greg Wells) – 4:17
8. Between You and Me (Duff, DioGuardi, Bennett, Vission) – 3:05
9. Dreamer (Duff, DioGuardi, Farid Nassar) – 3:10
10. Happy (Duff, DioGuardi, Rhett Lawrence, Mitch Allan) – 3:28
11. Burned (Duff, DioGuardi, Farid Nassar) – 3:21
12. Outside of You (Alecia Moore, Chantal Kreviazuk, Raine Maida) – 4:03
13. I Wish (Duff, DioGuardi, Tim Kelley, Bob Robinson) – 3:51
14. Play with Fire (Duff, DioGuardi, will.i.am) – 3:00

### Deluxe kiadás
- Az összes 14 szám az amerikai eredeti kiadásról
- Bónusz DVD kilenc videóklippel és egy interjúval

1. At Home with Hilary Duff (interjú)
2. Why Not
3. So Yesterday
4. Come Clean
5. Our Lips Are Sealed
6. Fly
7. Wake Up
8. Beat of My Heart
9. Play with Fire
10. With Love

### Wal-Martkiadás
- Az összes 14 szám az amerikai eredeti kiadásról
- Bónusz remixek

1. With Love (Richard Vission remix extended) – 6:00
2. Play with Fire (Richard Vission remix radio edit) – 3:12
3. Dignity (Richard Vission remix radio edit) – 3:43
4. Play with Fire (Vada [Nobles] mix) – 3:17
5. Come Clean (dance remix) – 3:44

### Best Buy és iTunes ausztrál kiadás
- Az összes 14 szám az amerikai eredeti kiadásról
- Bonus tracks:
  - Play with Fire (rock mix) – 3:00
  - Stranger (Vada [Nobles] mix) – 4:21

### Target kiadás
- Az összes 14 szám az amerikai eredeti kiadásról

### Japán eredeti kiadás
- Az összes 14 szám az amerikai eredeti kiadásról
- Különböző borító
- Bonus track

1. With Love (DJ Kaya remix)

### Japán Deluxe kiadás
- Az összes 14 szám az amerikai eredeti kiadásról
- Különböző borító
- Bónusz DVD
- Bónusz fotóalbum
- Bonus track

1. With Love (DJ Kaya remix)